# Сегет
Сегет је општина у Сплитско-далматинској жупанији, Република Хрватска.

## Историја
До територијалне реорганизације у Хрватској налазила се у саставу старе општине Трогир. Седиште општине је у насељу Сегет Доњи.

## Становништво
На попису становништва 2011. године, општина Сегет је имала 4.854 становника, од чега у Сегету Доњем 2.681.
| Број становника по пописима | Број становника по пописима | Број становника по пописима | Број становника по пописима | Број становника по пописима | Број становника по пописима | Број становника по пописима | Број становника по пописима | Број становника по пописима | Број становника по пописима | Број становника по пописима | Број становника по пописима | Број становника по пописима | Број становника по пописима | Број становника по пописима | Број становника по пописима |
| --------------------------- | --------------------------- | --------------------------- | --------------------------- | --------------------------- | --------------------------- | --------------------------- | --------------------------- | --------------------------- | --------------------------- | --------------------------- | --------------------------- | --------------------------- | --------------------------- | --------------------------- | --------------------------- |
| 1857                        | 1869                        | 1880                        | 1890                        | 1900                        | 1910                        | 1921                        | 1931                        | 1948                        | 1953                        | 1961                        | 1971                        | 1981                        | 1991                        | 2001                        | 2011                        |
| 2.178                       | 2.300                       | 2.280                       | 2.721                       | 3.063                       | 3.533                       | 3.848                       | 4.481                       | 4.479                       | 4.695                       | 4.913                       | 4.515                       | 4.241                       | 4.627                       | 4.904                       | 4.854                       |

Напомена: Настала из старе општине Трогир. Од 1857. до 1971. садржан је део података у општини Марина.